# Asortymentacja
Asortymentacja polega na dokonywaniu wyboru, co przedsiębiorca będzie produkować i sprzedawać. Wybór ten przesądza w dużym stopniu o możliwościach wejścia na rynek, organizacji całego procesu produkcji, sprzedaży oraz skutkach dochodowych. Przesłanki asortymentacji muszą z jednej strony nawiązywać do zasobów przedsiębiorstwa, a z drugiej zapewnić opłacalne funkcjonowanie firmy, dzięki trafnemu zaspokajaniu potrzeb nabywców.
Ze względu na sposób przygotowania dóbr do sprzedaży oraz miejsce ich występowania, rozróżnia się:
Asortyment produkcyjny – zestaw dóbr reprezentujący profil wytwórczy danego przedsiębiorstwa czy zakładu. Asortyment ten jest zwykle przedmiotem sprzedaży do jednostek hurtu. 
Cechą asortymentu produkcyjnego jest znaczna jednorodność, wynikająca ze specjalizacji wytwórców. Tworzy się on na podstawie surowego lub technologicznego pokrewieństwa produktów np. wyroby gumowe, hutnicze
Asortyment handlowy – zestaw towarów znajdujących się w hurtowni lub w punkcie sprzedaży detalicznej, który powstał w wyniku zakupu, przerobu handlowego i kompletowania dóbr pochodzących od różnych producentów celem przygotowania go do finalnej sprzedaży. Tworzy on się na podstawie pokrewieństwa potrzeb konsumenta. Placówki handlowe skupiają więc towary o podobnym przeznaczeniu i podobnej częstotliwości zakupu np. warzywa i owoce, artykuły związane z ubiorem.